# زلزال اللاذقية 1796
زلزال اللاذقية 1796 هو زلزال مُدمر ضرب مدينة اللاذقية ومنطقة الساحل الشرقي لسوريا الحالية في 26 أبريل (نيسان) عام 1796.
قُدّرت قوّة زلزال عام 1796 في اللاذقية بنحو 6.8 بمقياس ريختر، بينما تراوحت أقصى شدة له بالمقياس السيزمي الأوروبي ما بين الدرجة الثامنة (المُدمّرة) والدرجة التاسعة (شديدة التدمير).

## الخسائر
تسبّب زلزال عام 1796 في اللاذقيّة في تدمير ثلث منازل المدينة بينما ألحق أضرارًا بالغة ببقية المنازل، كما انهارت المباني وأبراج المراقبة والمآذن، بالإضافة إلى انهيار مركز جمارك التبغ الذي كان قائمًا في منطقة الميناء، مما أسفر عن مقتل 400 شخص. كذلك دُمرت معظم المنازل الواقعة في بلدة جبلة، وانهارت مئذنة أحد المساجد التي كانت قائمة في المدينة، ولقي العديد من المزارعين الذين كانوا يعيشون في القرى والبلدات الواقعة خارج المدن مصرعهم. وتعرّضت كل من قلعة المرقب وقلعة القدموس للتدمير بشكل كامل. وفي شمال مدينة اللاذقية، في بايربوجك وعلى طول النهر الكبير، سقط العديد من القتلى. كانت الهزات الأرضيّة محسوسة أيضًا في مُدن حلب وطرابلس وصيدا، وأعقب الزلزال ارتفاع ساحلي زلزالي.
قُدّرت الخسائر البشريّة لزلزال عام 1344 في اللاذقية بقرابة 1500 شخص لقوا حتفهم تحت أنقاض المدن المُهدمة من بين سُكان المدينة البالغ عددهم 5000 شخص.